# دودمان لازارویچ
دودمان لازارویچ (سیریلیک صربی: Лазаревић) یک خانواده سلطنتی قرون وسطایی صربی بود که بر صربستان موراویایی و امیرنشین صربستان فرمانروایی کردند.
دودمان با لازار هربلیانویچ، پسر پریباس هربلیانویج، نجیب‌زاده‌ای در دربار استفان دوشان آغاز گردید. لازار با میلیسا ازدواج کرد و سپس‌تر عنوان «کنیاز» را از امپراتور صرب استفان اوروش پنجم دریافت کرد. او در مرکز صربستان سرزمین‌هایی به دست آورد و نماینده پادشاه در صربستان موراویایی شد. در نبرد کوزوو ضد امپراتوری عثمانی، لازار کشته شد و صربستان دولت رعیت شد و استقلال خود را از دست داد.

## پادشاهان
فرمانروایان صربستان موراویایی از ۱۳۷۱ تا ۱۴۲۷.
- لازار هربلیانوویچ (۱۳۷۱–۱۳۸۹)
- استفان لازارویچ (۱۳۸۹–۱۴۲۷)